# Xanadu (Titan)

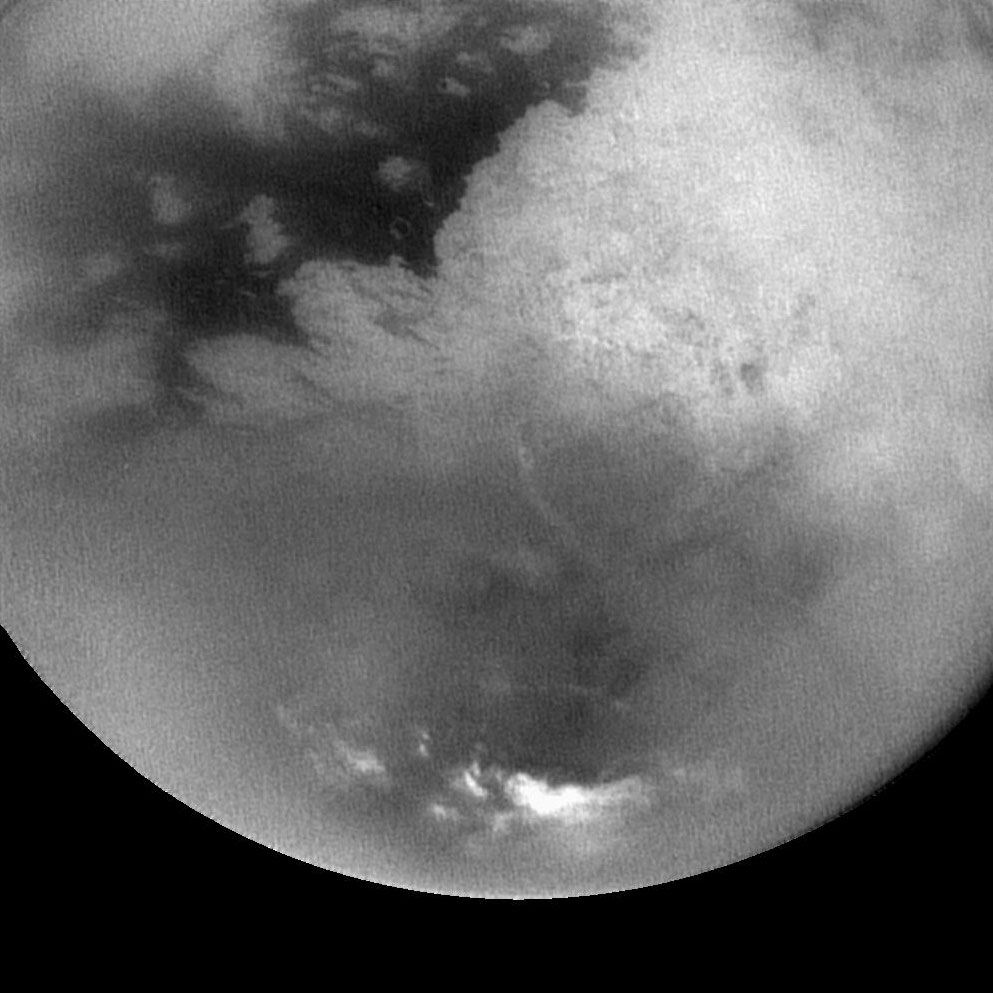
Xanadu op Titan

Xanadu is een gebied op Titan, de grootste maan van Saturnus, dat een stuk lichter van kleur is dan het omliggende deel.
Het gebied werd in 1994 ontdekt met behulp van foto's in het infrarood door de Hubble Space Telescope. De grootte van het gebied is vergelijkbaar met Australië.
Er is onzekerheid over de aard van het gebied maar sinds de foto's genomen door Cassini ruimtesonde op 26 oktober 2004 wordt gesuggereerd dat het om een landmassa/ijscontinent, omringd door donkere vochtige gebieden, gaat. Radaropnamen hebben mogelijke drainage-rivierbeddingen gezien die vanuit het lichtere Xanadu afwateren in de omliggende donkere vlakten. Dit suggereert dat Xanadu topografisch hoger ligt dan de omringende vlakten. De uitgestrekte vlakten rondom Xanadu bevatten uitgestrekte zandduinen.
Het grote lichte deel op de foto rechts is het gebied dat Xanadu wordt genoemd. Het nog lichtere deel op de pool betreft een wolk.

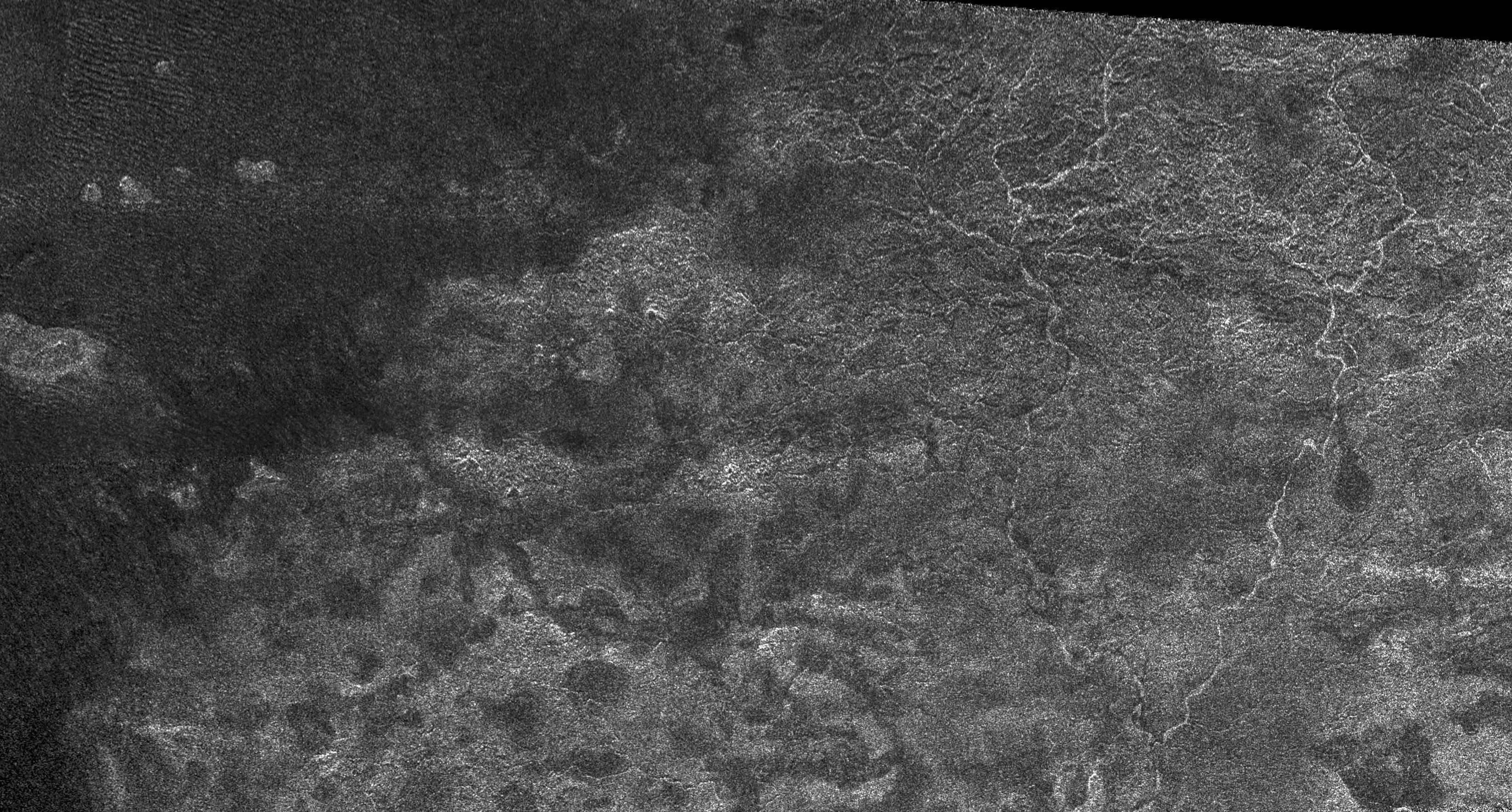
Drainagekanalen die vanuit Xanadu uitmonden op de lager gelegen zandvlakten